# Alcmeão (contemporâneo de Creso)
Alcmeão foi um ateniense, contemporâneo de Creso, rei da Lídia, e ancestral de vários atenienses importantes da família dos alcmeônidas.
Alcmeão era filho de Mégacles, possivelmente o ateniense deste nome (Mégacles (século VII a.C.)) que executou os partidários de Cilão de Atenas.
Em 558 a.C., Creso enviou homens de Sárdis para consultar o oráculo de Delfos. Alcmeão os tratou bem, ajudando-os na tarefa e Creso, para recompensar Alcmeão, convidou-o para vistar Sárdis. Creso ofereceu a Alcmeão levar consigo todo o ouro que ele conseguisse carregar, e Alcmeão se preparou com uma túnica cheia de bolsos, ficando carregado de ouro, inclusive com pó de ouro no cabelo e ouro na boca. Quando Creso viu como Alcmeão estava, riu muito, e encheu Alcmeão de mais presentes. Esta seria a origem da fortuna da família.
Alcmeão mantinha, com este ouro, cavalos para a corrida de carros, e venceu o prêmio em Olímpia, sendo o primeiro ateniense a vencer em Olímpia com um grupo de cavalos. Corridas de carros guiados por quatro cavalos foram introduzidas na 25a olimpíada (680 a.C.), o vencedor da primeira corrida foi Pagon de Tebas.
Ele foi o pai de Mégacles, que se casou com Agarista, filha de Clístenes de Sicião.